# Proteína texturizada de soja

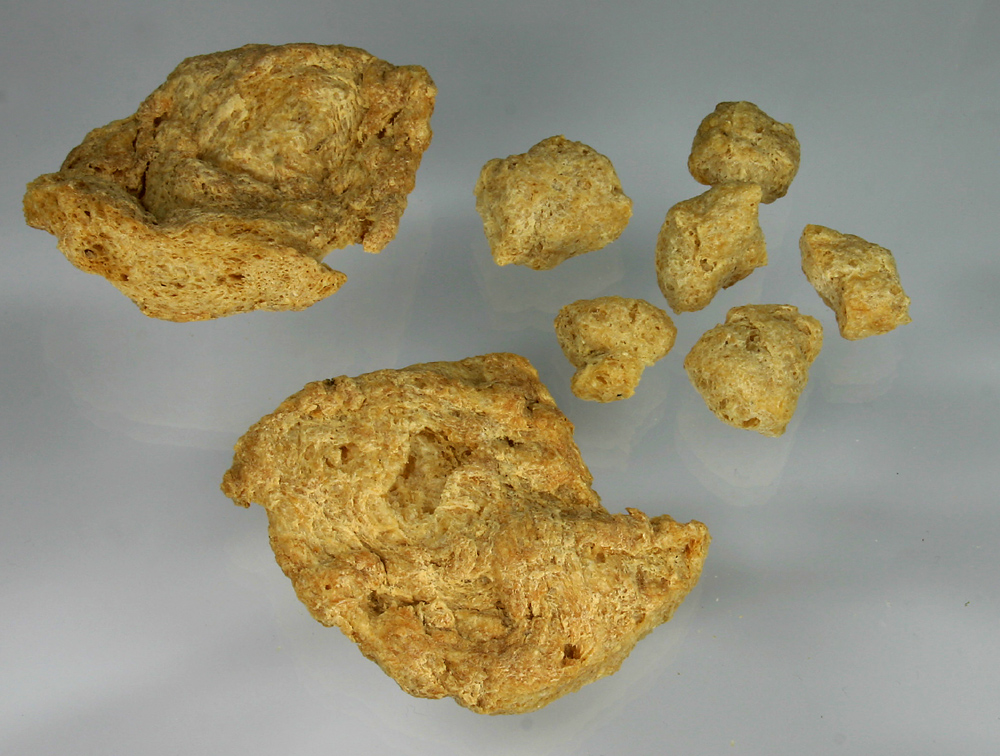
Proteína texturizada de soja

A proteína texturizada de soja (PTS) ou carne de soja é um produto alimentar obtido industrialmente através de um processo denominado extrusão termoplástica ou fiação. Possui teor de proteínas de cerca de 50% pelo processo de extrusão e de 90% pelo processo de fiação. É um resíduo da fabricação do óleo de soja. É usado como um substituto da carne, e possui maior teor de proteínas do que esta.

## História
A proteína vegetal texturizada foi inventada pela companhia de comódites agrícolas e processamento de alimentos Archer Daniels Midland na década de 1960. A companhia possui registrado o nome TVP (Textured Vegetable Protein). A companhia desenvolveu o isolado de TVP através de extrusão, gerando um produto na forma de fios. O isolado foi produzido numa pequena fábrica-piloto e vendida para alguns consumidores para ser usada em chilis, porém não alcançou sucesso comercial. Em setembro de 1965, no entanto, Dwayne O. Andreas e seu irmão Lowell assumiram o comando da empresa. Eles tinham grande experiência na indústria de processamento dos grãos de soja, e viram um grande potencial para o TVP como um substituto para a carne e como uma proteína de baixo custo. O produto, que estava restrito aos laboratórios da empresa, passou a ser usado em uma grande variedade de alimentos a partir de 1968.

## Processo de extrusão termoplástica
A soja é submetida a um tratamento térmico controlado, onde ocorrem mudanças bioquímicas e físico-químicas. Estas condições transformam o material, dando-lhe as suas características finais para ser comercializado. A proteína texturizada de soja não é um produto possível de ser produzido domesticamente. Sua produção é feita a partir de farinha desengordurada de soja, por um processo chamado de extrusão termoplástica. O teor de proteínas presente nos produtos comerciais de proteína texturizada de soja (PTS) é de cerca de 50%. Por este processo, são obtidos o hambúrguer de soja e a almôndega de soja, por exemplo.

## Processo de fiação
Este processo produz produtos com alto teor de proteína (cerca de 90%) e os produtos são obtidos a partir do isolado de soja. É utilizado para fazer produtos assemelhados ao bife de soja, presunto de soja etc.

## Benefícios da soja texturizada
Estudos atuais demostram que, além de benefícios cardiovasculares como a redução do LDL (o mau colesterol), o consumo da soja e derivados possui efeitos protetores contra o câncer, além de beneficiar mulheres na fase do climatério. O climatério pode ser definido como uma fase da evolução biológica feminina em que ocorre a transição da mulher do período reprodutivo (ovulatório) para o não reprodutivo. A soja também parece exercer efeito no combate à osteoporose.
Para substituir a carne, a soja é interessante, pois o preparo e o resultado final de ambos são bem parecidos. Não sofre grandes perdas nutricionais e ainda preserva as fibras. A soja tem ganhado muitos adeptos não só pelo seu poder nutricional, mas também pela sua versatilidade de consumo. O grão pode ser facilmente incorporado a uma alimentação saudável de diferentes formas: como grãos cozidos, em saladas ou refogados, bebidas à base de soja, e em preparações que utilizam a proteína texturizada, como hambúrguer de soja, legumes recheados, estrogonofe e lasanha.

## Como usar soja texturizada
A PTS (Proteína Texturizada de Soja), na verdade, é bem mais versátil do que se imagina. Além de poder substituir a carne, a versão granulada também pode ser adicionada em sucos, vitaminas, massas de pães e no que mais se possa imaginar, assim como é ingrediente básico para hambúrguer e almôndega de soja. Já a versão em pedaços é ideal para refogados e outros pratos quentes. Pode ser utilizada em diversos pratos em substituição à carne.